# Trà Giác
Trà Giác là một xã thuộc huyện Bắc Trà My, tỉnh Quảng Nam, Việt Nam.
Xã Trà Giác có diện tích 154,45 km², dân số năm 2019 là 3.002 người, mật độ dân số đạt 19 người/km².